# Praia Zongonhin
A Praia Zongonhin é uma praia do Arquipélago de São Tomé e Príncipe, localiza-se a Este da ilha de São Tomé entre a Praia Grande e a Praia da Mandioca, frente ao Ilhéu Quixibá, junto à localidade Celeste.